# お願い!ランキング
『お願い!ランキング』（おねがい!ランキング）は、2009年10月6日から2024年9月19日までテレビ朝日系列で放送されていた情報バラエティ番組である。
2010年10月から2012年3月・2012年9月22日から2014年9月27日まで放送されていた『お願い!ランキング GOLD』（おねがい!ランキング ゴールド）、2012年5月26日から不定期放送の『お願い!ランキング サタデー』（おねがい!ランキング サタデー）、2013年4月にテレ朝チャンネルで放送開始した『お願い!ランキング予備校』（おねがい!ランキングよびこう）についても本項で記述する。

## 概要
グルメや旅、アイドル、ヒット商品等さまざまなジャンルについてオリジナルランキングを作成して発表する番組。テレビ朝日にとって平日深夜の帯ワイド番組は、2002年3月に終了した『トゥナイト2』以来7年半ぶりで、ランキング番組では『はなきんデータランド』以来13年半ぶり、2010年10月に放送開始された『GOLD』は14年半ぶりの19時台放送である。
放送開始当時、テレビ朝日の経営が悪化していたため、「視聴率」だけでなく「放送外収入」を新機軸とし、タレントは登場せずアナウンサーが声を演じるアニメキャラクターだけで進行する、「コラボ企画」と称して『お試しかっ!』・『シルシルミシル』・『ナニコレ珍百景』など他番組の企画・映像・スタッフ・出演者を流用するなど、経費削減を図っている。『快感MAP』・『大胆MAP』の「月給ランキング」などテレビ朝日系列のバラエティー番組や企画を内含したり、番組内で好評を得た企画を単体の番組として独立させることも多い。
2010年6月2週までの平均視聴率は6.3%、最高視聴率は2010年8月6日放送分の9.0%である。

### 略史
レギュラー放送開始前の2009年10月4日に『ドスペ2』枠でプレオープン番組を放送したのち、『ネオネオバラエティ』及び『ネオバラエティ第3部』の後番組として放送開始された。金曜深夜は『タモリ倶楽部』（0:20 - 0:50）を放送のため、0:50に放送開始となる。毎月1回の金曜深夜は討論番組『朝まで生テレビ!』を1:25から放送するため、原則放送時間が1:20までの30分間に短縮する。
2010年10月16日から、深夜の放送と並行して土曜19時枠で兄弟番組『お願い!ランキングGOLD』のレギュラー放送が開始した。2010年11月13日から、『GOLD』の開始時刻が2分早まり、18:58開始となった（フライングスタート）。
2010年10月3日から12月26日まで、日曜17:55 - 18:00に関東ローカルで『原宿発!お願い!ランキング ちょいにち』を放送 した。
2011年10月期改編で、10月7日から土曜（金曜深夜）0:50 - 1:20枠は、火曜ネオバラエティ枠から『『ぷっ』すま』が移動し、土曜版の放送は30分繰り下げて1:20に開始して30分間と縮小し、『朝まで生テレビ!』の放送週は休止する。
2012年4月14日から『お願い!ランキングGOLD』が『お願い!ランキングGOLD presents 眠れる才能テスト』 となり、開始時刻が2分早くなり18:56 - 19:54枠へ変わった。
2012年5月26日から、午前10時の特番枠で『お願い!ランキング サタデー』を放送開始。
2012年9月8日に『眠れる才能テスト』が終了。以降は「お願い!ランキングGOLD 特別編」として放送。
2013年3月22日放送回で『サタデー』が終了。同年4月以降、深夜版の放送が火 - 金曜（月 - 木曜深夜）の週4回に縮小した。
2013年10月8日放送回から2020年の東京オリンピック開催をイメージしたオープニングに変更。競技会場が集まる東京ベイゾーン（東京臨海副都心）からおねがい戦士たちそれぞれがオリンピック競技に挑むアニメーションが出た後、オープニングタイトルと共に東京オリンピック開催までのカウントダウンが表示される。
2014年4月期改編で、当番組は0:20 - 1:15枠の55分番組から0:50 - 1:20枠の第1部と1:56 - 2:21枠の第2部の2部構成に変更され、おねがい戦士はおねがい生徒へ刷新された。
2014年9月27日に『お願い!ランキングGOLD』が終了。同月29日から『お願い!モーニング』が月 - 金4:00 - 4:55の帯番組として開始。
2015年3月27日に、『お願い!モーニング』が終了。
同年4月期改編で、再度刷新されておねがい戦士が1年ぶりに復帰した。声の担当は以前のおねがい戦士とは異なる。
2015年9月17日・18日放送分は生放送で放送され、9月29日から毎回生放送へ移行した。平日深夜の帯番組の生放送は『トゥナイト2』以来13年6か月ぶりとなった。公式サイトで、第1部開始から第2部終了までの間（中断時間含む）はライブ配信を行う。
2017年1月から2018年まで、原則毎月1回火曜日放送分は『地球の走り方〜世界ラリー応援宣言〜』を放送するため、休止となっていた。
2017年4月期改編で、当番組の第1部枠は『お願い!ランキング presents お願い!超選挙』に改題し、第2部枠は廃止され、新たに『ネオバラ3』が開始された。4月放送分から『お願い!超選挙』の放送が正式に開始した。出馬メニューや企画のインターネット投票を主軸に、『お願い!ランキング』時代の企画も扱う。10月に番組名を『お願い!ランキング』へ復題した。
2017年10月期改編からは、原則毎月最終金曜日放送分は『スマートフォンデュ』（0:50 - 2:45）を放送するため、休止となる。
2020年12月8日（7日深夜）の放送よりリニューアル、架空の学園「お願いキャッスル学園」にある「秘密のサロン」をスタジオに、新キャラクター「おねがいシラサギ」（声 - 種崎敦美）が番組を進行する。
2022年4月5日（4日深夜）から、タイトルを『お願い!ランキング presents そだてれび』に改め、内容もテレビ朝日の全局員が参加する企画オーディション番組に変更された。
2023年10月6日より本枠の木曜日に『あざとくて何が悪いの?』が入り、タイトルも『お願い!ランキング presents そだてれび･あざとくて何が悪いの?』となり、同番組は本番組の木曜版として放送されている。その半年後にはそだてれびの冠が取れ『お願い!ランキング presents』となった上で、月曜版が週替わりのバラエティ番組、火曜版が『パジャピコ』、水曜版が『バズマンTV』となり、実質的に『お願い!ランキング』の名称は放送枠名の様なものとなる。
2024年9月をもって放送終了。それに伴い、月曜の週替わり枠は『ガリベンチャーV』内に移動、火曜版の『パジャピコ』も終了、水曜版の「バズマンTV」は金曜深夜に移動し、木曜版の『あざとくて何が悪いの?』は時間を変えず独立して放送される。同年9月19日（18日深夜）の水曜版では番組の終盤に10年ぶりに初期の"おねがい戦士"が登場、『お願い!ランキング』の終了を改めて報告すると共に、最後のお願いとして「『お願い!ランキング』で1番面白かった企画ランキング」を150秒で紹介。最後に、歴代のおねがい戦士と兄弟番組(下記)のオープニングCGが登場して締めた。その後、翌日9月20日・27日には『お願い!ランキング presents』枠を残した上で『あざとくて何が悪いの?』を放送し、15年間の歴史に幕を下ろした。

### 放送時間の変遷（深夜版）
| 放送期間       | 放送期間       | 放送時間 (日本標準時) | 放送時間 (日本標準時) | 放送時間 (日本標準時) |
| 放送期間       | 放送期間       | 火曜日 - 金曜日       | 火曜日 - 金曜日       | 土曜日                |
| -------------- | -------------- | --------------------- | --------------------- | --------------------- |
| 2009年10月06日 | 2011年09月24日 | 0:20 - 1:15（55分）   | 0:20 - 1:15（55分）   | 0:50 - 1:45（55分）   |
| 2011年10月04日 | 2013年03月30日 | 0:20 - 1:15（55分）   | 0:20 - 1:15（55分）   | 1:20 - 1:50（30分）   |
| 2013年04月02日 | 2014年03月28日 | 0:20 - 1:15（55分）   | 0:20 - 1:15（55分）   | （放送無し）          |
| 2014年04月01日 | 2017年03月31日 | 第1部                 | 0:50 - 1:20（30分）   | （放送無し）          |
| 2014年04月01日 | 2017年03月31日 | 第2部                 | 1:56 - 2:21（25分）   | （放送無し）          |
| 2017年04月04日 | 2018年09月28日 | 0:50 - 1:20（30分）   | 0:50 - 1:20（30分）   | （放送無し）          |
| 2018年10月02日 | 2019年03月29日 | 0:55 - 1:23（28分）   | 0:55 - 1:23（28分）   | （放送無し）          |
| 2019年04月02日 | 2019年09月27日 | 0:50 - 1:23（33分）   | 0:50 - 1:23（33分）   | （放送無し）          |
| 2019年10月01日 | 2022年03月18日 | 0:50 - 1:20（30分）   | 0:50 - 1:20（30分）   | （放送無し）          |
| 2022年04月05日 | 2024年09月27日 | 0:45 - 1:20（35分）   | 0:45 - 1:20（35分）   | （放送無し）          |

### 兄弟番組

#### 『お願い!ランキングGOLD』
2010年10月16日から、土曜19時枠でスタートした兄弟番組。開始以降後続の『ガリレオ脳研』→『関ジャニの仕分け∞』と交互に2時間SP を放送することが多く、通常放送で放送されることは少なかった。特に2011年8月下旬以降では「仕分け∞」に加えフィギュアスケート中継（「グランプリシリーズ」「グランプリファイナル」）などの休止でその傾向は目立ち、通常放送はわずか2回しかなかった。
2010年11月13日からは、開始時刻が2分早まり、18:58開始となった（フライングスタート）。直前番組『二人の食卓 〜ありがとうのレシピ〜』との間にステーションブレイクを挟まず放送を開始する。
2012年3月10日で『お願い!ランキングGOLD』としては一旦終了し、4月14日から『お願い!ランキングGOLD presents 眠れる才能テスト』 となった。開始時刻が更に2分早くなり18:56 - 19:54となる。2011年12月26日23:55 - 翌1:25に『才能テスト』、2012年1月28日18:58 - 20:51に『眠れる才能テスト』として2度放送された。いずれも『GOLD』枠外のレギュラー化である。詳細はリンク先を参照されたい。
2012年9月8日に『眠れる才能テスト』が終了し、2週間後の9月22日から『お願い!ランキングGOLD 特別編』として再開。お願い戦士または生徒は一切登場しなくなった。復活後の企画は『○○総選挙』のみでスタートし、2013年秋ごろから単発のランキング企画、ランキングではない企画を行った。『お願い!ランキングGOLD』の名前が番組中に登場しない回もあった。
2014年9月27日で終了。最終回は番組が終了することに一切触れられず、『お願い!ランキングGOLD』の番組ロゴが番組最後に画面左上に小さく表示されるのみだった。

#### 『お願い!ランキング サタデー』
2012年5月26日から、朝10時の特番枠で開始。2012年6月30日も放送する予定だったが 俳優の地井武男の逝去を受け『追悼特別番組ちい散歩』に変更され、2012年7月14日に放送した。通常版のリターン企画と同日に放送する『GOLD』や『関ジャニの仕分け∞』の連動企画がメインである。2013年3月22日放送回で終了。

#### 『お願い!モーニング』
2014年9月29日から2015年3月27日まで、過去に単発で放送された『お願い!モーニング』が月 - 金4:00 - 4:55の帯番組として放送された。日本一早いバラエティ番組と称し、深夜版と同じキャラクターが登場する。

#### ミニ番組
2010年10月3日から12月26日まで、日曜17:55 - 18:00に関東ローカルで『原宿発!お願い!ランキング ちょいにち』を放送 した。
2011年6月20日から「ちょい足しお願い!ランキングand世界水泳上海2011」をミニ番組として月 - 金の25:15 - 25:20に放送。「知っておきたい世界水泳」をテーマに世界水泳の過去の名シーンがランキング形式で2-3個紹介されている。

### 特別番組
2016年以降、お願い!ランキングGOLD時代の企画『○○総選挙』の復活版が放送されるようになった。
2010年から2012年まで元日SPを放送、毎年元日深夜（日付は1月2日）に正月の食べ物などの話題を取り上げた。
2012年12月31日には『そうだったのか!池上彰の学べるニュース』に代わる年越し特番として、2012年にテレビ朝日系列で放送された番組の視聴率をランキング発表する『2012年 テレビ朝日系列瞬間最高視聴率BEST100大発表SP』を、21:00 - 翌1:30で放送、番組では「おねがい戦士」と「ナイスラビット」の他、懐かしの人気アニメキャラ・テレビ朝日番組出演者・テレビ朝日系ドラマ&アニメキャラがCGアニメキャラで登場し、進行役などを担当した。『学べるニュース』は生放送であるもののカウントダウンは行わず、池上彰のレクチャー中にテロップでカウントダウンを行っていたが、当番組はテレビ朝日の年越し番組史上初の収録番組で、キャラもテロップのカウントダウンも一切行わなかった。
2018年5月以降、AbemaTV「バラエティーステーションpresented by テレ朝」枠で一部コーナーの再編集版を配信している。2019年8月以降、毎月第4週は『アベマの時間』（2020年10月以降は『ネオバズ』）放送のため休止。
2019年12月23日には、年またぎSP以来7年振りの年末SPを放送した。
2020年9月26日に「美食アカデミー」が1時間（22:10 - 23:10）スペシャル『お願い!ランキング 秋の美食アカデミー2本立てSP』として放送。市川猿之助がMCに初挑戦。川越達也らが大手コンビニエンスストアチェーンと中華チェーン自慢のメニューを採点する。

## 出演者
2022年4月以降「そだてれび」企画のウィークリーMCやコーナーごとの出演者はお願い!ランキングのコーナー一覧を参照。

### おねがい戦士
放送開始から2014年3月28日と2015年3月31日から9月25日の期間は、CGキャラクターの「おねがい戦士」がMCを務めていた。おねがいレッド以外は女性で、女戦士はそれぞれセーラー服に戦国武将の兜を被っている。12月下旬は女戦士の服装がサンタクロース風の帽子とドレスになる。GOLDでは衣装が少しだけ豪華になった。『お願い!ランキングGOLD presents 眠れる才能テスト』は、お願い戦士は登場しない。声を務めているのは、基本的にテレビ朝日のアナウンサー である。
おねがいレッド
2009年10月6日 -2014年3月28日、2015年3月31日 - 9月25日
「おねがい戦士」のリーダー。唯一の男性で、他のキャラクターとは異なり一般的な戦隊物のキャラクター風の外見になっている。頭部に髷の付いたマスクを被っており、素顔は不明。
女性に興奮するなどスケベな一面があり、おねがいピンクたちに気持ち悪がられている。一応リーダーなので口数が多い。
2014年9月30日以降は過去の企画の再放送である「お願い！クラシック」の放送回が2014年3月以前の際のみ、登場することがあった。2015年3月31日の番組刷新で1年ぶりに復帰した。
初代おねがいブルー
2009年10月6日 - 2010年11月27日
伊達政宗の三日月兜を被っている。右目に眼帯をしており、一人称は「ボク」のボクっ娘。髪は癖のあるショートカット。大剣(お願い!ランキングGOLDでは、一回り小さい2本1組の大剣)を背負っている。口癖は「エクセレント」。まれにツンデレの言動をする。決してキャラが立っているわけではないが携帯サイトダウンロードでは不動の人気を誇り、3連覇を達成。
2010年11月27日放送分で番組を卒業した。
初代おねがいピンク
2009年10月6日 -2014年3月28日
直江兼続の愛の前立兜（GOLDでは愛の下にLOVEと書いてある）を被っている。セクシー担当で、ギャルらしく語尾を強調してしゃべる。一人称は「私」。おねがい戦士の中では一番の巨乳だが、ゴールデン進出時は襟元を詰めた服装となる。口元にほくろ。髪はウェーブのかかったロング。
初代おねがいグリーン
2009年10月6日 -2014年3月28日
矢が刺さった折り紙の兜を被っている。幽霊のように透けており、一言も喋らない(イエロー曰く「別に黙っているわけではない」)。吹き出しで本のイラストや「?」マークを出した事がある 他、ちょい足しクッキング(後述)特集の回では「ぐぅ～」という擬音文字と共に大音量の腹の虫を響かせた。天丼てんやで食べている所をおねがいイエローに見られたことがある。髪で目が隠れていて、素顔は一度も明かしたことがない。スカートは膝下まで届くぐらい長い。普段は全く動かないが、おねがいメタルが緊張のあまりフリーズした際は素早くメタルの背後に回りこみ、メタルを持ち上げ上下に激しく揺さぶって再起動させたことがある。
2010年6月1日放送分でツイッター (@onegaigreen) - X（5月26日開始）を始めたことが明らかになった。
妻夫木聡のファンで、後述するグッズ係長のコーナーに妻夫木がゲストで出演したときは最前列に陣取った。
現在は、おねがい戦士の中ではイエローのみが彼女の考えていることが分かる。
初代おねがいイエロー
2009年10月6日 - 2013年3月29日
山中幸盛の鹿角前立兜を被っている。一人称は「イエロー」。稀に「ミー」と言う事もある。ややポッチャリ体型で、髪は前髪を切りそろえたショートカット。
食いしん坊でいつもソフトクリーム(2009年12月11日から23日まではケーキ、お願い!ランキングGOLDでは3段重ねのアイスクリーム)を食べている。配信着動画では携帯電話を食べた。
このソフトクリームはいくら食べても無くならない無限ソフトクリームである。
語尾に「ぞ!」「だぞ!」をつけるのが口癖。刀ではなくポシェットをぶら下げている。胸のリボンが5人の中で一番大きい。
びっくりすると直ぐ泣き出して、驚きを表現している。
レッド以外のおねがい戦士の中ではちょっとだけ小さい。メタボリックシンドロームを気にする乙女チックな面もある。
2013年3月29日放送分でパティシエを目指すという理由から番組を卒業。その際はアイテムのソフトクリームと鹿角前立兜を床に置く演出が行われた。
おねがいマリン
2010年11月30日 - 2014年3月28日
伊達政宗の三日月前立兜を被っている。卒業したおねがいブルーの後任で右目に眼帯をしており、一人称は「ボク」。髪は癖のあるショートカットで、弓矢を背負っている。
おねがいブルーの双子の妹であり、彼女のことを「姉貴」と呼んでいる。コスチュームは色がブルーよりも藍色がかっているところ以外は同じ。おねがいブルーと間違えられると怒る。他のおねがい戦士と比べて、目をハートにすることが少ない。
2014年9月30日以降は過去の企画の再放送である「お願い！クラシック」の放送回が2014年3月以前の際のみ、登場することがある。
2代目おねがいイエロー
2013年4月2日 - 2014年3月28日、2015年3月31日 - 9月25日
山中幸盛の鹿角前立兜を被っている。外見は初代と全く同じだが、食べてるものが初代のソフトクリームからペロペロキャンディに変わっており、これもいくら食べても無くならない。
おねがいオレンジ
2013年10月2日 - 2014年3月28日 /（予備校 2013年4月1日 - ）
テレ朝チャンネルで放送されている「お願い!ランキング予備校」に登場していたお願い戦士。おっとりとした性格で、厳しい性格のブラックラビットにいつも怒られている。「予備校」に初登場した当時は見習い戦士だったが、2013年10月から正式のお願い戦士となり、本編にも登場している。見習い時代は頭部に「仮」の付いたハチマキをしていたが、お願い戦士に昇格後は「橙」に変更されている。帰国子女で好きな食べ物はティーボーンステーキと切干大根。「予備校」ではひき続き登場している。
2代目おねがいグリーン
2015年3月31日 - 9月25日
公式では2代目と紹介されているが、キャラクター自体に変化は無く、初代と同様一言も喋らない。
2代目おねがいピンク
2015年3月31日 - 9月25日
初代からキャラクター自体に変更はなく、声のみ変更されている。
2代目おねがいブルー
2015年3月31日 - 9月25日
初代からキャラクター自体に変更はなく、声のみ変更されている。
おねがいオレンジ
感情むき出しのその時のテンションで話ちゃうキャラ。大体イライラしてるためキンキン声が多い。
おねがいゴールド、おねがいシルバー
2009年10月20日から一時的に登場した姉妹。語尾は2人とも「でござる」。シルバーは眼鏡をかけている。
おねがいクリームイエロー
コスチュームデザインはおねがいイエローと同じで、舞妓さんのような話し方をする。初登場は2010年3月20日放送分。おねがいイエローが休暇をとった時に代理に登場する。
おねがいエメラルドブルー
コスチュームデザインはおねがいブルーと同じで、左右が反転している。口癖は「エクセレント!」。2009年10月30日の放送で初登場。おねがいブルーが休暇をとった時に代理で登場するが、ブルー卒業後はマリンが休暇を取らないため出番がない。
おねがいくぅたん
倖田來未がアルバム『Dejavu』の宣伝のため番組に出演しおねがい戦士になった姿。2011年3月3日の放送で初登場。
おねがいブラック
2011年12月6日 - 2012年2月14日（深夜版）/2012年5月26日 - （サタデー）
豊臣秀吉の馬藺後立兜を被っている。新人でありながら最年長のメンバー。年齢は39歳で、レッドから「貫禄がある」と言われたり、先輩メンバーを「小娘」呼ばわりしている。初対面で「おばさん」と呼んだピンクとは非常に仲が悪い。「バブルをひきずる」という設定があり、バブル景気時代の話題や流行語ばかり話すため、他のメンバーとは会話が噛み合わない。唯一衣装がセーラー服ではなくボディコンで、雪駄はハイヒール状。常に金色の扇子を持っており、動きはジュリアナダンス風。お願い!総選挙で最下位となり、2012年2月14日に強制卒業した。その際、ブラックらしくボディコンダンスを踊りバブル（泡）に溶け込むかのように消えていった。仲が悪かったピンクは喧嘩相手がいなくなってしまう事にショックを受けている。『サタデー』ではブラック単独で番組ナビゲーターとして復活している。服は通常版の服に薄い紫のジャケットを追加。扇からリモコンに変更。スタジオも、秘密基地風ではなく自宅風になっている。BGMはジュリアナ東京のダンス音楽を色々な音源でアレンジしたものを流している。
おねがいメタル
2011年10月25日 - 不明
最上義光の三ツ鍬前立兜を被っている。アンドロイドのおねがい戦士であり、一人称は「私」。ですます調の丁寧な言葉遣いで話し、音声は常時強めのリバーブがかかっている。右目が前髪で隠れており、背中にライフル銃を背負っている。腕をドリル状に回転させたり、足底部からジェット噴射をすることで飛行することも可能。セーラー服が他の女性戦士と大きく異なっており、スカートが無くブルマを穿いたようなデザイン。
鉄道好きが窺え、鉄道ネタの紹介時は珍しく目をハートにして興奮気味に喋る姿が見られ、レッドから「その情報はそんなに興奮する部分か?」とツッコミが入っていた（2011年11月15日放送の「最新便利手帳ランキング」より）。
おねがいブラックが登場後は、彼女が使うバブル景気時代の流行語の解説も担当していたが、ブラックがお願い!総選挙で最下位となり強制卒業した為、その任は解かれた。彼女自身の結果は最下位寸前の4位であり、強制卒業は免れているもののそれ以降は出番がなく、『サタデー』のオープニングタイトル時だけの登場と公式サイトのキャラクター紹介に名前が載ってるだけになった。2013年10月以降、公式サイトにも記載されていない。
ももいろクローバーZ
ももいろクローバーZがシングル『GOUNN』の宣伝を兼ねてのお願い戦士になった姿。クローバーに「Z」の紋章の付いた兜を被り、実物同様の色分けとなっており、2013年11月5日 - 8日の間登場。
おねがいピカピカきゃりー
きゃりーぱみゅぱみゅがお願い戦士になった姿。「お願い学園」編時代の登場であり、車モードは緑とピンクの二色にカラーリングされた鉄球クレーン車で、右手にサメの頭を付けている。2014年7月1日 - 7月4日の間登場。
おねがいシラサギ
2020年12月7日 - 声 種崎敦美
おねがいギンナン
2021年2月22日 - 声 ???
おねがいニジョウ
2021年2月22日 - 声 大橋彩香
おねがいゴリョウ
2021年2月22日 - 声 ???
おねがいマツモト
2021年2月22日 - 声 小松未可子

### おねがい生徒
2014年3月31日 - 2015年3月27日の期間は「おねがい戦士」に代わり「おねがい生徒」と呼ばれるCGキャラクターで進行。
おねがいサクラ
2014年3月31日 - 2015年3月27日
月曜“マネーの日”担当。おねがいピンクに相当するキャラクター。
ピンク同様スタイルに優れ、へそ出しルックスのお姉さんキャラ。ファッション好きで「お金大好きー！」が口癖。
モチーフとなった建機はクレーン車。
おねがいミドリ
2014年3月31日 - 2015年3月27日
火曜日“クイズとゲームの日”担当。おねがいグリーンに相当するキャラクター。
全く喋らなかったグリーンと違い、普通に喋る。語尾が「〜だぜ」と男口調。
「この勝負ウィスキー1本分の価値がある…ゾクゾクするぜ！」が口癖。
勝負事好き、頭上にデジタル掲示板があり、感情を表現している。
モチーフとなった建機はリフト。
おねがいヒマワリ
2014年3月31日 - 2015年3月27日
水曜日“グルメの日”担当。おねがいイエローに相当するキャラクター。
「ぜひ食べてみたいものでしゅ！」が口癖。
ロールケーキを手にしているが、食べても無くならない。
くるくるしたモノが好き、ローラーで餃子の皮を伸ばすのが得意。
モチーフとなった建機はロードローラー。
おねがいアイ
2014年3月31日 - 2015年3月27日
木曜日“潜入調査の日”担当。おねがいブルーとおねがいマリンに相当するキャラクター。
ブルーとマリンと違い、眼帯がないので、右目がある。クールで冷静沈着。
「いちいち勉強になるぜ！」が口癖。モチーフとなった建機はショベルカー。
おねがいコーン
2014年3月31日 - 2015年3月27日
おねがいレッドに相当するキャラクターだが、彼と違い人型ではなく、工事現場の赤いコーンに手足と顔がついたような姿をしている。軽快な動きをする。
語尾に必ず「コーン」を付け、「これは見逃せないコーン！」が口癖。
ハリマジロ校長
2014年3月31日 - 2015年3月27日
お願い学園の校長先生で、ハリネズミとアルマジロが合体した生き物。
随所に登場し、VTRに毒のあるツッコミをいれる。「この企画つまんないから退学！！」が口癖。
おねがいニワトリ
2014年9月30日 - 2015年3月27日
「お願い!モーニング」限定のキャラクター。時計の付いたヘルメットを着ている。
深夜版はおねがいコーンが進行するが、早朝版はおねがいニワトリが担当していた。

### 生放送時代
2015年9月29日から生放送へ移行し、2017年3月31日までアナウンサーの紀真耶と池谷麻依が日替わりでMCを務めた。
紀真耶（テレビ朝日アナウンサー）
2015年9月29日 - 2017年3月31日
火・金曜（月・木曜深夜） のMCを担当。
池谷麻依（テレビ朝日アナウンサー）
2015年10月1日 - 2017年3月30日
水・木曜（火・水曜深夜） のMCを担当。
ジドリくん
2015年9月29日 - 2017年3月31日
永野
2017年1月10日 - 2017年3月28日
火曜（月曜深夜）レギュラー。
三四郎
2017年1月11日 - 2017年3月29日
水曜（火曜深夜）レギュラー。
トレンディエンジェル
2017年1月12日 - 2017年3月30日
木曜（水曜深夜）レギュラー。
平成ノブシコブシ
2017年1月13日 - 2017年3月31日
金曜（木曜深夜）レギュラー。

### おねがいエージェント
彼らはCGキャラクターとして製作された「おねがい戦士」・「おねがい生徒」とは違い、専用のパペット人形が製作されている。
怪盗レッド
2017年4月4日 - 2020年12月3日（声 - マンボウやしろ）
赤いコートに怪しげなマスクを着けた「おねがいエージェント」のリーダーにして黒一点。
探偵オレンジ
2017年4月4日 - 2020年12月3日 （声-弘中綾香）
探偵の姿をしたおねがいエージェント。おねがいイエロー（初代・2代目）やおねがいヒマワリに相当するキャラクターであるためか、かなりの大食漢。「お悩み生相談室」では、相談者にズバズバ言うなど毒舌ぶり を見せている。そのため、彼女専用のツイッターを設けている。
くのいちパープル
2017年4月4日 - 2018年10月（声 - 田中萌）
くのいちの姿をしたおねがいエージェント。明るい性格をしている。企業同士の対決の際は生放送でオレンジ不在の時に顔を出すことが多い。
ハッカーグリーン
2017年4月4日 - 2018年10月（声 - 久冨慶子）
少年を髣髴とした姿でいつもノートパソコンを持ち歩いているおねがいエージェント。おねがいブルー（初代・2代目）・おねがいマリン・おねがいアイに相当するキャラクターであるため、一人称は「ボク」でボーイッシュな性格。2017年9月20日放送分で初めて生放送に顔を出したが、レッド・オレンジ・パープルとは違い顔を出す頻度が少ない。主に解説を担当。
セクシーブルー
2017年4月4日 - 2018年10月（声 - 不明）
セクシーなライダースーツに身を包んだおねがいエージェント。おねがいピンク（初代・2代目）・おねがいサクラに相当するキャラクターでエージェントのお色気担当。おねがいエージェントで唯一生放送で顔を出すことはないが、主に企業同士の対決でオレンジの相手企業の解説を担当。

### その他

#### ナイスラビット
「（それ）ナイスですねぇ」「（××）でございます（ね/よ）」が口癖のウサギ。驚くときに口を縦に大きく開ける。出っ歯が2本出ていて亀の甲羅を背負っており声色、口調ともにボイスチェンジャーで変えられている。以下、ラビットにまつわる語録やエピソードなど。
そのボイスチェンジャーが視聴者に不快だったせいもあり、2009年11月27日放送分で「ホームページにうさぎの声がうるさいって苦情が書いてあったけどごめんね」とお詫びしたことがある。
「ちょい足しクッキング」では常連のごま油のファンだと度々発言しているがタルタルソースも好んでいて、それらを「さん」付けして呼んでいる。2010年度以降はごま油の出番が激減して（食材候補はエントリーあり）ほとんどランクインしなくなった。
チーズが出たときは、「ズーチーでござますよ～」などとチーズを業界用語のズージャ語で言う事が多い。
「美食アカデミー」では川越達也が試食中に好感触の商品に当たると微笑んで高得点を出すことから「川越スマイル」と命名し、以降その用語が定着した。他の番組でもこの用語が使われることがあり、2011年5月21日放送分SmaSTATION!!の川越達也がゲスト時に通常タイプで登場し、2011年6月13日放送分フジテレビ『SMAP×SMAP』の企画BISTRO SMAPで、川越達也がゲスト出演した際、香取慎吾によるおいしいリアクションで実写デビューを果たす。
2010年1月5 - 9日までは衣装が袴姿になっていた。
2010年3月4日放送分の放送100回目で「100回だからといって特別なことをやるわけじゃありませんよ」と語り、7月27日の200回、12月16日の300回、2012年8月23日の700回もほぼ同様の発言をした。
毎週木曜日（水曜深夜）の金曜日（木曜深夜）予告時の最後は「ナイスな夢見ろよ!」で締める。
テレ朝チャンネルで放送されている「お願い!ランキング予備校」では厳しい性格をしている「ブラックラビット」が登場する。
2020年12月7日からは足軽のような恰好をしたライスラビット三世が登場した。

#### めだまイヌ
2012年9月4日 -
頭部全体が目玉のようになっている犬。頭部は360度回転する。「目が離せないワン!」が口癖で、当初はナイスラビットと仲が悪かった。初期に何度か登場して以来全く登場しておらず、公式サイトのキャラクター紹介にも載っていない。
千代井 足夫（声 - 平泉成）
「ちょいたし+」（プラス）のみに登場。

#### GOLDのみ登場
おねがい戦士練習生（GOLD第一期のみの名称）
- 爆笑問題（田中裕二・太田光）
- ウエンツ瑛士

総選挙MC
- 田畑祐一（テレビ朝日アナウンサー）
- 草野仁
- 石原良純
- 楠田枝里子

くま将軍（声 - 伊集院光）
2010年10月16日 - 2012年3月10日
おねがい戦士たちの上司。進行役で声を担当する伊集院にとってはゴールデン初司会。番組中では伊集院とは別人という設定になっている。伊集院のテレビ朝日土曜19時台のレギュラー出演は、『年中夢中コンビニ宴ス』以来9年6ヶ月ぶりとなる。

#### 年越しSPのみ登場
ハクション大魔王（声 - 大平透）
『ハクション大魔王』から登場。
ハイジ（声 - 杉山佳寿子）
『アルプスの少女ハイジ』から登場。
ドロンボー一味（ドロンジョ、ボヤッキー、トンズラー）（声 - 小原乃梨子（ドロンジョ）、八奈見乗児（ボヤッキー）、たてかべ和也（トンズラー））
『ヤッターマン』（第1作）から登場。魔王とは1999年12月31日放送のSPアニメ『ワンダフルタツノコランド』（TBS年越し特番『超える!テレビ』内で放送）以来の共演。
アムロ・レイ（声 - 古谷徹）
『機動戦士ガンダム』から登場。
キン肉 スグル（声 - 神谷明）
『キン肉マン』から登場。
ケンシロウ（声 - 神谷明）
『北斗の拳』から登場。
野原 しんのすけ、野原 みさえ（声 - 矢島晶子（しんのすけ）、ならはしみき（みさえ））
『クレヨンしんちゃん』から登場。
杉下 右京、甲斐 亨（声 - 水谷豊（右京）、成宮寛貴（亨））
『相棒』（SEASON11）から登場。
大門 未知子、毒島 隆之介（声 - 米倉涼子（大門）、伊東四朗（毒島））
『ドクターX〜外科医・大門未知子〜』（第1シリーズ）から登場。
黒柳 徹子
『徹子の部屋』から登場。
加山 雄三
『若大将のゆうゆう散歩』から登場。

### ナレーター
平日版
(現在)
- 堀場亮佑（月曜 - 木曜日）
- 平石直之（テレビ朝日アナウンサー、2021年10月6日 - ）
- 上山千穂（テレビ朝日アナウンサー）
- 矢島悠子（テレビ朝日アナウンサー）
- 矢野優美華
- 浪川大輔
- 上田瞳
- 田中章貴

(過去)
- 鈴木裕介（月曜 - 木曜日）
- 田子千尋
- 濱田マリ（金曜日）

GOLD○○総選挙
- 垂木勉
- 立木文彦

### スタッフ
中尾まなみ1986年4月16日生まれ、兵庫県出身、立命館大学卒、血液型はO型。「ちょい足しクッキング」の担当開始から半年後に、体重が5キログラム増加 した。
2010年5月27日放送分でツイッター (@mana8008) - Xを始めていたことがナレーションの説明で判明した。
番組開始当初はADを担当したが、2013年4月にAPとなる。
鈴木その子（23）おねがいレッドお気に入りの美人AD。怪しげな店に突撃取材を敢行する。一度、番組を降板したが再び出演し始めている。
煙山麻衣（24）メガネが印象的な女性AD。ナイスラビットから「アンジェラ・アキに似ている」と言われたこともあった。
斎藤真奈美（21）福島出身のAD。
名古屋菜月（21）中尾の代理で1度だけ「ちょい足し」に見習いADとして登場。2010年3月2日放送分の「ワンコインで満足できる温泉ランキング」はADとして久々に登場。
本橋啓（30）通称「橋ちゃん」。「美食アカデミー」の担当ディレクターで、「本当にあるご当地びっくりメニュー」に登場。

### アメーバピグ
自分にそっくりなキャラクターを作り仮想空間で他人と交流が出来るチャットサービス。テレビ朝日ランドにおねがいレッドが放送終了後に1時間だけ登場している。
お願い！ランキング presentsそだてれび
ウィークリーMC登場のあと、番組説明がなされ、その日の企画が流される。例外はあるものの、前半は日替わりの「そだてれび」企画。後半は曜日固定の番組内番組となっている。

## テーマ曲

### オープニング
放送開始以降、POLYSICS「ドモアリガトミスターロボット」が起用されているが、2021年からは、月替わりオープニング曲をボカロPがプロデュースするというプロジェクトが始動している。

#### 2021年
- 3月期 / 斎藤ちはる『おまつり』（プロデュース：TOOBOE）
- 4月期 / おねがいニジョウ（CV.大橋彩香）『スキカッテ』（プロデュース：一二三）
- 5月期 / おねがいマツモト（CV.小松未可子）『一等賞』（プロデュース：傘村トータ）
- 9月期 / 愛美『Twinkle Starry Night』[16]

### エンディング曲
※土曜日のみEDなし。

#### 2009年
- 10月期 / 間々田優『アイドル』
- 11月期 / MAY'S『ONE LOVE 〜100万回のKISSでアイシテル〜』
- 12月期 / SO-TA『Precious Days feat.中村舞子』

#### 2010年
- 1月期 / GIRL NEXT DOOR『Orion』
- 2月期 / Metis『キミに出会えてよかった』
- 3月期 / mihimaru GT『オメデトウ』
- 4月期 / Hilcrhyme『大丈夫』
- 5月期 / VAMPS『DEVIL SIDE』
- 6月期 / May J.『Shiny Sky』
- 7月期 / BREAKERZ『激情』
- 8月期 / ケツメイシ『お二人Summer』
- 9月期 / WEAVER『管制塔』
- 10月期 / 傳田真央『好きって言わない』
- 11月期 / 清木場俊介『エール』
- 12月期 / flumpool『Snowy Nights Serenade〜心までも繋ぎたい〜』

#### 2011年
- 1月期 / 湘南乃風『爆音男 〜BOMBERMAN〜』
- 2月期 / テゴマス『青いベンチ』
- 3月期 / ももいろクローバー『Chai Maxx』
- 4月期 / 水樹奈々『SCARLET KNIGHT』
- 5月期 / 三代目J Soul Brothers『LOVE SONG』
- 6月期 / SuG『☆ギミギミ☆』
- 7月期 / SKE48『パレオはエメラルド』
- 8月期 / GReeeeN『ソラシド』
- 9月期 / 堂本剛『Nijiの詩』
- 10月期 / Sonar Pocket『365日のラブストーリー。』
- 11月期 / Not yet『ペラペラペラオ』
- 12月期 / flumpool『Present』

#### 2012年
- 1月期 / CNBLUE『Where You Are』
- 2月期 / D☆DATE『JOKER』
- 3月期 / ナオト・インティライミ『愛してた』
- 4月期 / FTISLAND『NEVERLAND』
- 5月期 / チャン・グンソク『Crazy Crazy Crazy』
- 6月期 / ベッキー♪#『ヤルキスイッチ』
- 7月期 / ケツメイシ『LOVE LOVE Summer』
- 8月期 / 三代目J Soul Brothers『花火』
- 9月期   
  - 月曜日 / BOYFRIEND『Be my shine 〜君を離さない〜』
  - 火曜日 / BREAKERZ『脳内Survivor』
  - 水曜日 / GARNET CROW『Nostalgia』
  - 木曜日 / 近藤房之助×森友嵐士（T-BOLAN）『声なき声がきこえる』
- 10月期 / E-Girls『Follow Me』
- 11月期 / 三代目J Soul Brothers『Powder Snow 〜永遠に終わらない冬〜』
- 12月期 / 湘南乃風『雪月花』

#### 2013年
- 1月期 / GENERATIONS from EXILE TRIBE『ANIMAL』
- 2月期 / MAN WITH A MISSION 『Emotions』
- 3月期 / √5『Love Hunter』
- 4月期 / e-girls『CANDY SMILE』
- 5月期 / SEKAI NO OWARI『アースチャイルド』
- 6月期 / チームしゃちほこ『首都移転計画』
- 7月期 / EXILE TRIBE（三代目J Soul Brothers VS GENERATIONS）『BURNING UP』
- 8月期 / Sonar Pocket『線香花火 〜8月の約束〜』
- 9月期 / KNOCK OUT MONKEY 『Paint it Out!!!』
- 10月期 / GENERATIONS from EXILE TRIBE『HOT SHOT』
- 11月期 / E-girls『クルクル』
- 12月期 / GLAY『DIAMOND SKIN』

#### 2014年
- 1月期 / 家入レオ『チョコレート』
- 2月期 / シド『hug』
- 3月期 / 三代目J Soul Brothers from EXILE TRIBE『S.A.K.U.R.A.』
- 5月期 / EXILE SHOKICHI『BACK TO THE FUTURE』[17]

#### 2015年
- 2月期 / SUPER☆GiRLS『ギラギラRevolution』

#### 2019年
- 6月期 / SEVENTEEN『Happy Ending』
- 7月期 / ソナーポケット『Oh difficult (with GFRIEND)』
- 8月期 / ナナランド『夏の夢』
- 9月期 / 原因は自分にある。『原因は自分にある。』
- 10月期 / 洛天依『T.A.O.』
- 11月期 / M!LK『ERA』
- 12月期 / Non Stop Rabbit『あなたに私が必要なくても』

#### 2020年
- 1月期 / miwa『Storyteller』
- 2月期 / lol-エルオーエル-『blaaaw』
- 3月期 / Pimm's『HELLO』
- 6月期 / ×ジャパリ団『確固不×論』
- 8月期 / BAD HOP『Hood Gospel feat. T-Pablow, Bark & YZERR』
- 9月期 / アンダービースティー『Real Blade』
- 10月期 / 三澤紗千香『I‘m here』
- 11月期 / 神使轟く、激情の如く。『生まれ変わっても自分になりたい』
- 12月期 / えなこ『名探偵君に告ぐ』

#### 2021年
- 1月期 / Poppin'Party『Photograph』[18]
- 3月期 / harmoe『きまぐれチクタック』[19][20]
- 4月期 / EXILE『PARADOX』
- 5月期 / 田村ゆかり『Pink Pygmalion』
- 7月期 / サンダルテレフォン『碧い鏡』[21]
- 8月期 / 亜咲花『Make a BIG WAVE!!』[22]
- 9月期 / DIALOGUE+ - 『アイガッテ♡ランテ』[23]
- 10月期 / BMK『Beat Monster』[24]

#### 2022年
- 1月期 / Girls²『80's Lover』[25]
- 3月期 / NINJA紅 - 『天上天下Lock on!!』[26]
- 9月期 / 高橋優『勿忘草』

#### 2023年
- 2月期 / Liyuu『OPEN UP!』

#### 2024年
- 8月期 / 岸洋佑『しんがーそんぐ』

## スタッフ

### 深夜版
- 構成：
  - （日替）小杉四駆郎、デーブ八坂、狩野孝彦、今井健太、竹村武司、梅田道人、羽柴拓、永井ふわふわ、北本かつら、辻健一（辻󠄀→一時離脱→復帰）
- 統括：樋口圭介（2022年7月4日-、以前はプロデューサー→ゼネラルプロデューサー）[27]
- カメラ(ロケ)：羽田廣宣（以前は技術協力）
- 照明（日替）：田中晴夫、小宮康裕
- 【スタジオ】
  - TD/SW：平間隆啓
  - CAM：樗木真弥
  - 音声：藤本樹恒
  - VE：石原敬太
  - 美術：小山晃弘（以前は美術デザイン）
  - 大道具：幸地忍
  - 小道具：石井琢也
  - スタイリスト(爆笑問題担当)：植田雅恵
  - メイク：川口カツラ店
- 美術デザイン（日替）：浜野恭平、小柳千尋
- 美術進行（日替）：仲田幸正・渡邊眞太郎・北浦浩一郎・吉村純子・髙木由樹・小川憲昭・朝倉夕貴・西尾星那（テレビ朝日クリエイト、北浦→以前は美術→一時離脱）
- アートディレクション：香川凌也（以前はCGデザイン→一時離脱）
- EED（日替）：中村哲夫・菊川雄太（TSP、旧ビデオ・パック・ニッポン）、中村美咲・捧信人（Ray）、戸邉良介・笠井美沙希・北澤孝司（MJ）、渡邉敏行・下間俊樹・蒲澤悠太・中野政幸（ヌーベルアージュ）
- MA（日替）：公文竜之介・出水菜々（TSP）、岡田岳（Ray）、ウォッシャム賢人・大江拓也・中野由梨・関川一貴（ヌーベルアージュ）、佐々木小都美・長沼和希（MJ）
- 音効（日替）：古屋陸・國安啓（TSP）、矢部公英（ふなや）、飯塚優也（アッパーアローズ）、加藤つよし、有木岳人（メディアハウスサウンドデザイン）
- マーケリサーチ：喜多あおい
- TK（日替）：吉条雅美
- 編成：津戸悠希
- 宣伝：五色智哉
- 営業：寺田祐樹
- コンテンツビジネス：櫻井健介
- web制作：メディプレ
- 協力：
  - （毎日）テレビ朝日ミュージック
  - （日替）TSP、メディア・リース
- 技術協力：ONE
- 制作協力：エスピーボーン、MMJ、UNITED PRODUCTIONS、クリーク・アンド・リバー社、D.Walker
- 制作スタッフ（日替）：楠田康平、岡田紗愛、弘中葵、早川翔夏、坂井美友、北原燎真、奥田琢也、山下恵、高野裕基、松岡清野、鵜飼和也、茂木芳未、中川陽都美、水谷太一、矢野清楓、加藤塁、光岡万弓江、小森未来、青野悠菜、舘映見、朱俊輝、武部萌、猪野菜摘、柏原康平、髙橋晃平、佐溝昭彦、山田雅大、阿部渚、藤本辰倫、勝又郁斗、杉山史旺、長島望、小林千紘、人見裕司、道上亮、松山理沙、進藤寿里、河合真歩、岡村帆乃、熊野幹也、吉田紗梨奈、渡辺実希子
- ディレクター（日替）：池上健介、渡井由貴、河村啓司、川跡友里、佐藤啓、後藤琢磨、雨宮智史、柴田千尋（以前は制作スタッフ）、山本司、望月奈美、小名大輝、吹田雅信、今井伸弥、吉田真人、肥後智一、藤尾圭祐、根ヶ山高弘、月井悠太（以前は制作スタッフ）、山田和也、樋口元明、関根欧介、高木佑、川島圭太（以前は制作スタッフ → 一時離脱）、安達憲一、横堀健悟、南部剣志、辻淳之、矢川東哉、新垣拓也、内田優、松尾竜二、北見駿也、斉藤芳之、東裕二
- チーフディレクター（日替）：眞木大輔、石永遊（石永→以前は制作スタッフ → ディレクター）、大岩タカユキ（以前はディレクター → 一時離脱）、熊川隆太、木津優（以前はプロデューサー）
- 演出：
  - （毎日）山本結城（以前はディレクター → 一時離脱）
  - （水）北嶋一喜
  - （木）舟橋政宏
- AP（日替）：鈴木園子、渡辺敦成、加藤朗紀子、村瀬桃子、菊地裕衣子、渡邊優子、川﨑一輝、梶原亜季、丸山加奈子、坂入清美、藤谷伶奈、長嶺拓也
- プロデューサー：
  - （日替）船引貴史（一時期は演出兼任）、徳江長政（エスピーボーン）、伊部千佳子（以前はAP）、三井保夫（東通企画、一時期は演出兼任）、山田俊介（以前はチーフディレクター）、白石堅太郎・山ノ内禎枝（MMJ）、大沢解都、大橋豪（UNITED PRODUCTIONS、以前はディレクター → 一時離脱）、藤本周二、岩間有香・田嶋香里（クリーク・アンド・リバー社）、加藤卓也（加藤→以前は制作スタッフ）、金井大介、荻野健太郎 (@kentarotiger) - X（荻野→以前はプロデューサー・演出→一時離脱）、柳井寛史（柳井→以前は編成→一時離脱→復帰）、山田健史
- ゼネラルプロデューサー：久保信広（2022年7月4日-、以前はチーフディレクター → ディレクター → 一時離脱）
- 制作：テレビ朝日ビジネスソリューション本部 コンテンツ編成局第2制作部
- 制作著作：テレビ朝日

### GOLD
- 構成：鈴木おさむ、樋口卓治、秋葉高彰
- ナレーション：垂木勉、立木文彦
- 企画：奥川晃弘（2013年7月27日- 以前は、ゼネラルプロデューサー）
- TM：大島秀一
- TD/SW：平間隆啓
- CAM：石渡剛、西村佳晃
- 音声：猪俣晃
- VE/VTR：永洞栄子、時見正和
- 照明：越前充弘（テレテック）
- クレーン：浅田康和
- 技術協力：羽田廣宣（tsp）、志村縁（ティ・ピー・ブレーン）
- 美術プロデューサー：小山晃弘
- 美術デザイン：近藤千春
- 美術進行：高崎香織（テレビ朝日クリエイト）
- 大道具：副島信太郎
- 電飾：佐伯直亮、菊澤明香
- モニター：安藤洋一
- 特殊効果：釜田智志
- CGディレクション：横井勝
- CGデザイン：形部まり子、山本裕之
- EED：五十嵐剛輝、小野了亮（IMAGICA）
- MA：三井慎介（IMAGICA）
- 音効：波多野精二
- TK：船木玉緒
- 協力：東京オフラインセンター
- スタイリスト：植田雅恵、梶原浩敬
- メイク：サダム、川口カツラ
- 制作協力：東通企画、ViViA
- 編成：松瀬俊一郎、柳井寛史
- 宣伝：残間理央
- 企画協力：川上純平、川村太一（博報堂DYメディアパートナーズ）
- コンテンツビジネスセンター：石井貴裕、細川大輔、海野友理香
- Web制作：川尻幸一
- 制作スタッフ：藤尾圭祐、山崎陽子、藤谷恵実、三瓶翔士、石田瑞恵、今泰之、荻原正雄、須永彩花
- アシスタントプロデューサー：竹山知子、山田裕司、伊部千佳子、菊地裕衣子、阿部優香子
- ディレクター：久保信広、舟木商策、今井伸弥、森下和光、地曳範剛、大石康裕、山本結城
- チーフディレクター：木津優
- プロデューサー：甲斐候一、梶山貴弘、三井保夫（東通企画）
- ゼネラルプロデューサー：樋口圭介（2013年7月27日- 以前は、プロデューサー）
- 製作著作：テレビ朝日

### 過去のスタッフ

#### GOLDのみ
- CGセット：中村均
- 音効：ふなや
- TK：鈴木好
- 宣伝：椿本晶子
- 企画協力：山田覚（博報堂DYメディアパートナーズ）
- コンテンツビジネスセンター：岩崎浩
- 制作スタッフ：北村麻美
- ディレクター：三浦大輔
- プロデューサー：船引貴史

#### 深夜版
- 構成：鈴木おさむ（毎日）、オークラ、古川シュウジ、古賀文恵、佐藤俊明、河野有、海野至、なんざん、照井良平、村松浩介、林賢一、興津豪乃、前原卓磨、梶谷直人、くらなり、高橋秀一、堀江B面、大塚泰博、柳しゅうへい、勝木友香、大石依里香、小野高義、蒲田幸成、コタヒカル、石原健次、藤本昌平、山本大蔵、米川榮一、なかじまはじめ、山川俊司、中野俊成、穂坂友宏、佐藤啓、楠田信行、井出(手)啓太郎、竹村洪作、堀江志津、樋口卓治（樋口→以前は毎日担当）、栗原潤、秋葉高彰、野口悠介、樅野太紀、谷口マサヒト、政光智也、宇都木彩乃
- 企画：奥川晃弘（2013年7月 - 2022年6月、以前はゼネラルプロデューサー）
- TM：大島秀一、太田憲治、長谷川正和、後藤祐一郎（配信兼任）、高田格
- 技術協力：田島実一郎（tsp、以前は技術担当）、櫻井栄希（ViViA）
- 美術：若林広・村竹良二（テレビ朝日クリエイト）
- デザイナー：近藤千春
- 美術進行：井磧伸介、遠藤ゆか・楢崎仁志・廣澤陽子・小笠原吾郎・森みどり（テレビ朝日クリエイト）
- CGプロデュース：横井勝（以前はCGディレクション→トータルデザイン→CGデザイン）
- CGディレクション：南治樹、田中笙子（田中→以前はCGデザイン）
- CGデザイン：菅澤英子、松島佑樹、中島均、河崎優香、村野彰彦（以前はCGキャラクター担当）、森泉春乃
- 3DCG：加藤喬、羽田野英治、山本裕之、矢木秀和
- CGバーチャル：占部三四郎、中村悠
- CGサポート：形部まり子（以前はCGデザイン）、辻健志
- CGセット：松尾裕介（以前はキャラクターアシスト）、竹浪美樹
- CGオープニング：sugerr SP
- CGアニメ：グラフィニカ
- 人形制作・操作：スタジオノーヴァ
- EED：黒澤雅之・大西裕太・森川隆孝・大西智子・伊藤宏治・鈴木大助・高諏直己・玉置謙一・高橋将和（IMAGICA）、本田純一（ビデオ・パック・ニッポン）
- MA：青木雅春・阿部哲也・宝月健・阿左美茂樹・奴賀貴幸・中野真美子・西尾綾子・大木久雄・岩野博昭・大西崇・三井慎介・中野亮一・松田直起・脇田結花（IMAGICA）、川崎徹（ビデオ・パック・ニッポン）、大形省一（tsp、旧ビデオ・パック・ニッポン）
- 音効：中島栄治、有坂香、吉田達朗・竹内陽・高橋健人・村井雅史・大峡邦彦・遠藤亘（tsp）、今井貴宏
- TK：鈴木好、高橋由佳、渡辺千智、池田真梨絵、丸山和子、多田羅英子
- デスク：小林裕美子、坂本あかり、長谷山純子
- 編成：松瀬俊一郎、宮田奈苗、遠藤華子、荒井祥之、田中真由子、吉川徹、吉村周、北村麻美、冨澤有人、小鴨翔、小谷知輝、新谷拓也、北田暢子、米川宝
- 宣伝：椿本晶子、渡辺章太郎、残間理央、西田沙希、谷山沙要、森千明、榎本梢絵、樽井勝弘
- 営業：三田研人、蓮実理奈、前田岳、深津友裕、窪内秀典、栗沢陽一、長畑洋太、神田篤史、松尾尚宣、櫻岡裕也、浜田壮瑛、杉田正芳、長尾佳典、本山純、吉田健、高石智史、髙橋宣嗣、引地夏規
- コンテンツビジネスセンター：馬越崇史、石井貴裕、北野健司、海野友理香
- コンテンツビジネス：里見諒（以前はコンテンツビジネスセンター）
- web配信：小林剛、木村洋輔、後藤佑(祐)一
- web制作：萩原英樹、高橋育麻、細川大輔、大淵恵、山田真也、木塚幸代
- リサーチ：下川悟
- 協力：東京オフラインセンター（以前は、編集協力）、オビツ製作所【毎日】
- ロゴデザイン：中田有見子
- 制作スタッフ：南沙織、徳留卓、平本暁弘、森川哲雄、堀越玲央、井熊香織、安里梓、西川晶子、森実高大、秋定沙織、高橋毅、寺田俊輔、前田泰孝、坂井智章、袰主小百合、林田拓也、海東隆志、速水麻衣、中尾まなみ、田中裕介、藤本恵里奈、服部亮、宮麻美、老谷勇気、野島巧、工藤愛子、村瀬桃子、長崎真莉亜、伊原雄樹、高橋江里奈、春田正義、柄原望恵、寺野ちひろ、渡井祐貴、米本樹、杉山絵美、鳥居朗江、石田瑞恵、倉澤弘実、岡祐太、田中徹、小黒翔平、入江友也、馬川侑己、北脇九実、浅川勇人、横川南風、末包恭介、青山詩和里、奥野雄士、横田栞、青山直人、尾脇誠、佐々木織恵、布施宰、植田綾菜、橋本慧、岡友紀子、上野草太朗、根本琳子、横川大夢、中村由菜、鈴木剛太郎、三宅拓也、平野翔太、海老耀、稲井直人、川村香純、横山美希、五嶋剛志、塚越由貴、瀬戸美幸、青木大地、村下健生、守澤はるか、佐藤観太朗、及川直将、石黒沙季、荒木美穂、前泊佑樹、滝航、堀内典和、関谷俊宏/動画制作部チーム
- ディレクター：中澤智有、宮澤拓郎、新保勝久、相澤衆、嶋中一人、伊藤健司、平出淳、濱本真治、山岡恭典、石田利之、中野伸昭、鈴木伸明、大喜多高志、中村雅行、福元洋之、大崎義宏、矢野和久、長崎玲史、平川達、濱本美香、大野寿之、芦田太郎、中嶋亮介、薮崎雅弘、小野寺智、阿部秀紀、浅野克己、藤巻圭吾、大峯功史、南家幸太、近藤賢一、犬飼義啓、福地(ふくち)剛、本橋啓、森下和光、尾形正喜、佐藤謙治、江村英紀、西山英雄、高木大輔、吉倉瑞穂、間篠高行、中沼竜太、桑原正史、佐川陽亮、林愛子、丸谷水希、武井陽介、武藤和也、黒原竜二、嵐修三郎、工藤真大、新井若菜、今井雄大、岩上武司、山本径子、杉山武士、大石展裕、藤原将人、野呂智之、舟木商策（以前はチーフディレクター）、甲斐康道、辻智博、山本希江、小島隆輔、水野将仁、宍戸透、丸山将人、中原芳、衣嶋大(太)樹、名久井一允、長谷川嘉樹、塚原和代、鈴木賢一、大澤宏一郎、大久保夏織、辺見敏章、目黒康行、佐藤理絵、佐古俊介、新垣博章、谷岡仁、北島清次、木曽真菜美、森健宣、細川顕、長谷川真也、上田知洋、高戸大悟、林慶遥、鈴木和則、松岡信行
- アシスタントプロデューサー：大村絵美子、浅倉きよみ、田畑まなみ、馬越脇弘章、逆井かおり、阿部優香子、薮田早加、河村由香、菊地裕衣子、杉原亮一、川名佳菜、高橋由佳、志波佳代子、亀井明日香、金子三枝、竹山知子、久野木麻子
- プロデューサー：甲斐候一、本部純（以前は演出兼任）、粟井淳、友寄隆英、髙橋正輝、松井正樹、梶山貴弘、山内智未、寿崎和臣、北村麻美（北村→毎日）／白髭晋二・矢代俊昭・元村次宏（東通企画）、大城哲也、土屋大路（BigFace）、高橋洋子、大垣信良（えすと）、谷口修、遠藤由一郎（一時期は演出兼任）、佐宗威史、中田智也、矢﨑浩司（以前は制作スタッフ → ディレクター）、澤田晋、小川真紀／大石展裕（ViViA）、柳橋弘紀、川上克己
- ゼネラルプロデューサー︰奥田創史（奥田→2022年4月13日・7月20日）
- 制作協力：えすと、ホールマン、ViViA

## ネット局

### 深夜版
番組開始時のネット局は3局で、前番組の『ネオネオバラエティ』と比べネット局は大幅に減少した。2010年以降は週1回の放送が多いものの、ネット局は増加している。一部地域の放送局は、エンディングで「○○（放送局名）のみなさーん」とするところがある。2014年3月31日から1・2部体制となり、ネット局が2局に減少した。当番組の非ネット局は、自社制作番組、テレビ朝日系列局制作番組・テレビ東京系列局・独立UHF放送局制作番組の遅れネット、再放送番組、テレビショッピングなどに切り替えられた。2015年10月 - 2023年9月はテレビ朝日のみの放送であったが、2023年10月 - 最終回は「あざとくて何が悪いの?」のみ一部地域でネット再開していた。
- 2009年12月までは開始当初からネットしている岩手朝日テレビと秋田朝日放送では土曜日に放送しないため、提供クレジットの後に来週火曜の「これからのお願い!ランキング」の予告映像をワイプで表示してから土曜日の予告をしていた。
- 2010年1月、4月以降は週1回のみの地域が増えたことから、それらの地域への配慮としてエンディングテーマを流した後、次回予告を行う形で放送し、週1回のみの地域では次回予告はカットする[注 10]。

| 放送対象地域 | 放送局                  | 放送日時                                                                   | 備考                |
| ------------ | ----------------------- | -------------------------------------------------------------------------- | ------------------- |
| 関東広域圏   | テレビ朝日 (EX)         | 火 - 水曜日（月 - 木曜日深夜） 0:55 - 1:23 木曜日（金曜日深夜） 1:02- 1:33 | 制作局              |
| 北海道       | 北海道テレビ (HTB)      | 火 - 水曜日（月 - 木曜日深夜） 0:55 - 1:23 木曜日（金曜日深夜） 1:02- 1:33 | 2012年9月に打ち切り |
| 熊本県       | 熊本朝日放送 (KAB)      | 火 - 水曜日（月 - 木曜日深夜） 0:55 - 1:23 木曜日（金曜日深夜） 1:02- 1:33 | 2012年9月に打ち切り |
| 長崎県       | 長崎文化放送 (NCC)      | 火 - 水曜日（月 - 木曜日深夜） 0:55 - 1:23 木曜日（金曜日深夜） 1:02- 1:33 | 2012年9月に打ち切り |
| 青森県       | 青森朝日放送 (ABA)      | 火 - 水曜日（月 - 木曜日深夜） 0:55 - 1:23 木曜日（金曜日深夜） 1:02- 1:33 | 2012年9月に打ち切り |
| 大分県       | 大分朝日放送 (OAB)      | 火 - 水曜日（月 - 木曜日深夜） 0:55 - 1:23 木曜日（金曜日深夜） 1:02- 1:33 | 2012年3月に打ち切り |
| 福岡県       | 九州朝日放送 (KBC)      | 火 - 水曜日（月 - 木曜日深夜） 0:55 - 1:23 木曜日（金曜日深夜） 1:02- 1:33 | 2012年4月に打ち切り |
| 新潟県       | 新潟テレビ21 (UX)       | 火 - 水曜日（月 - 木曜日深夜） 0:55 - 1:23 木曜日（金曜日深夜） 1:02- 1:33 | 2013年3月に打ち切り |
| 静岡県       | 静岡朝日テレビ (SATV)   | 火 - 水曜日（月 - 木曜日深夜） 0:55 - 1:23 木曜日（金曜日深夜） 1:02- 1:33 | 2013年3月に打ち切り |
| 愛知県       | 名古屋テレビ放送 (NBN)  | 火 - 水曜日（月 - 木曜日深夜） 0:55 - 1:23 木曜日（金曜日深夜） 1:02- 1:33 | 2013年3月に打ち切り |
| 岡山県       | 瀬戸内海放送 (KSB)      | 火 - 水曜日（月 - 木曜日深夜） 0:55 - 1:23 木曜日（金曜日深夜） 1:02- 1:33 | 2013年3月に打ち切り |
| 香川県       | 瀬戸内海放送 (KSB)      | 火 - 水曜日（月 - 木曜日深夜） 0:55 - 1:23 木曜日（金曜日深夜） 1:02- 1:33 | 2013年3月に打ち切り |
| 鹿児島県     | 鹿児島放送 (KKB)        | 火 - 水曜日（月 - 木曜日深夜） 0:55 - 1:23 木曜日（金曜日深夜） 1:02- 1:33 | 2013年3月に打ち切り |
| 岩手県       | 岩手朝日テレビ (IAT)    | 火 - 水曜日（月 - 木曜日深夜） 0:55 - 1:23 木曜日（金曜日深夜） 1:02- 1:33 | 2014年3月に打ち切り |
| 宮城県       | 東日本放送 (KHB)        | 火 - 水曜日（月 - 木曜日深夜） 0:55 - 1:23 木曜日（金曜日深夜） 1:02- 1:33 | 2014年3月に打ち切り |
| 秋田県       | 秋田朝日放送 (AAB)      | 火 - 水曜日（月 - 木曜日深夜） 0:55 - 1:23 木曜日（金曜日深夜） 1:02- 1:33 | 2014年3月に打ち切り |
| 山形県       | 山形テレビ (YTS)        | 火 - 水曜日（月 - 木曜日深夜） 0:55 - 1:23 木曜日（金曜日深夜） 1:02- 1:33 | 2014年3月に打ち切り |
| 福島県       | 福島放送 (KFB)          | 火 - 水曜日（月 - 木曜日深夜） 0:55 - 1:23 木曜日（金曜日深夜） 1:02- 1:33 | 2014年3月に打ち切り |
| 石川県       | 北陸朝日放送 (HAB)      | 火 - 水曜日（月 - 木曜日深夜） 0:55 - 1:23 木曜日（金曜日深夜） 1:02- 1:33 | 2014年3月に打ち切り |
| 広島県       | 広島ホームテレビ (HOME) | 火 - 水曜日（月 - 木曜日深夜） 0:55 - 1:23 木曜日（金曜日深夜） 1:02- 1:33 | 2014年3月に打ち切り |
| 山口県       | 山口朝日放送 (yab)      | 火 - 水曜日（月 - 木曜日深夜） 0:55 - 1:23 木曜日（金曜日深夜） 1:02- 1:33 | 2014年3月に打ち切り |
| 愛媛県       | 愛媛朝日テレビ (eat)    | 火 - 水曜日（月 - 木曜日深夜） 0:55 - 1:23 木曜日（金曜日深夜） 1:02- 1:33 | 2014年3月に打ち切り |
| 沖縄県       | 琉球朝日放送 (QAB)      | 火 - 水曜日（月 - 木曜日深夜） 0:55 - 1:23 木曜日（金曜日深夜） 1:02- 1:33 | 2014年3月に打ち切り |
| 長野県       | 長野朝日放送 (abn)      | 火 - 水曜日（月 - 木曜日深夜） 0:55 - 1:23 木曜日（金曜日深夜） 1:02- 1:33 | 2015年9月に打ち切り |

### 「GOLD」版
深夜版と異なり、ANN系列フルネット24局が同時ネットを行う。
| 放送対象地域 | 放送局                  | 放送日時                                        | 備考   |
| ------------ | ----------------------- | ----------------------------------------------- | ------ |
| 関東広域圏   | テレビ朝日 (EX)         | 土曜日 19:00～19:54 →18:58～19:54 →18:56～19:54 | 制作局 |
| 北海道       | 北海道テレビ (HTB)      | 土曜日 19:00～19:54 →18:58～19:54 →18:56～19:54 |        |
| 熊本県       | 熊本朝日放送 (KAB)      | 土曜日 19:00～19:54 →18:58～19:54 →18:56～19:54 |        |
| 長崎県       | 長崎文化放送 (NCC)      | 土曜日 19:00～19:54 →18:58～19:54 →18:56～19:54 |        |
| 青森県       | 青森朝日放送 (ABA)      | 土曜日 19:00～19:54 →18:58～19:54 →18:56～19:54 |        |
| 大分県       | 大分朝日放送 (OAB)      | 土曜日 19:00～19:54 →18:58～19:54 →18:56～19:54 |        |
| 福岡県       | 九州朝日放送 (KBC)      | 土曜日 19:00～19:54 →18:58～19:54 →18:56～19:54 |        |
| 新潟県       | 新潟テレビ21 (UX)       | 土曜日 19:00～19:54 →18:58～19:54 →18:56～19:54 |        |
| 静岡県       | 静岡朝日テレビ (SATV)   | 土曜日 19:00～19:54 →18:58～19:54 →18:56～19:54 |        |
| 愛知県       | 名古屋テレビ放送 (NBN)  | 土曜日 19:00～19:54 →18:58～19:54 →18:56～19:54 |        |
| 岡山県       | 瀬戸内海放送 (KSB)      | 土曜日 19:00～19:54 →18:58～19:54 →18:56～19:54 |        |
| 香川県       | 瀬戸内海放送 (KSB)      | 土曜日 19:00～19:54 →18:58～19:54 →18:56～19:54 |        |
| 鹿児島県     | 鹿児島放送 (KKB)        | 土曜日 19:00～19:54 →18:58～19:54 →18:56～19:54 |        |
| 岩手県       | 岩手朝日テレビ (IAT)    | 土曜日 19:00～19:54 →18:58～19:54 →18:56～19:54 |        |
| 宮城県       | 東日本放送 (KHB)        | 土曜日 19:00～19:54 →18:58～19:54 →18:56～19:54 |        |
| 秋田県       | 秋田朝日放送 (AAB)      | 土曜日 19:00～19:54 →18:58～19:54 →18:56～19:54 |        |
| 山形県       | 山形テレビ (YTS)        | 土曜日 19:00～19:54 →18:58～19:54 →18:56～19:54 |        |
| 福島県       | 福島放送 (KFB)          | 土曜日 19:00～19:54 →18:58～19:54 →18:56～19:54 |        |
| 石川県       | 北陸朝日放送 (HAB)      | 土曜日 19:00～19:54 →18:58～19:54 →18:56～19:54 |        |
| 広島県       | 広島ホームテレビ (HOME) | 土曜日 19:00～19:54 →18:58～19:54 →18:56～19:54 |        |
| 山口県       | 山口朝日放送 (yab)      | 土曜日 19:00～19:54 →18:58～19:54 →18:56～19:54 |        |
| 愛媛県       | 愛媛朝日テレビ (eat)    | 土曜日 19:00～19:54 →18:58～19:54 →18:56～19:54 |        |
| 沖縄県       | 琉球朝日放送 (QAB)      | 土曜日 19:00～19:54 →18:58～19:54 →18:56～19:54 |        |
| 長野県       | 長野朝日放送 (abn)      | 土曜日 19:00～19:54 →18:58～19:54 →18:56～19:54 |        |

## 事件・不祥事
- 2010年1月29日10時50分頃、番組スタッフが目黒区のテナントビル敷地に無断侵入して収録した。制作スタッフ約10人は碑文谷署で事情聴取され、ビルのオーナーに謝罪した[28]。
- 「お家で手軽なアイテムを使って出来る人気盛り髪ランキング!」（2010年3月6日放送分）で扱ったCHOCHOデコ財布を「ローズクォーツをあしらったチェーンストラップ」と説明したが、アクリル樹脂を使用、215粒としたクリアストーンの数が異なるもの、など説明と異なる商品を発送した。テレビ朝日ショッピングサイトと2010年4月17日放送分のエンディング後にて[29]、それぞれ謝罪した。
- GOLDで放送する予定だった「美食アカデミー」で、マダムシンコと田中義剛の花畑牧場が対決。結果はマダム側が負けたのだがこれに対しマダムが「敗北をオンエアするな!」と抗議し、制作会社のプロデューサーが解雇[30]され、放送見送りとなった。以降、「美食アカデミー」は深夜版のみに縮小し、対抗戦企画も消滅。「〜GOLD」自体の内容変更の一因となった。

## 書籍
- 『ちょい足しクッキング ちょこっと足せば新しい味に! 超お手軽レシピ146』（祥伝社 ISBN 978-4-396-61363-1）2010年4月27日発売

カップヌードル（日清）、一平ちゃん夜店の焼そば（明星）、牛丼並盛（吉野家）サッポロ一番みそラーメン（サンヨー食品）、おかめ納豆（タカノフーズ）、からあげクンレギュラー（ローソン）、わかめスープ（理研）、はるさめヌードルシーフード（エースコック）、じっくりコトコトとろ～り味わうあらびきコーン（ポッカ）、雪見だいふく（ロッテ）、ハッピーターン（亀田製菓）、ホットケーキミックス（昭和産業）、爽バニラ（ロッテ）収録。